# Winterton (Lincolnshire)
Winterton is een civil parish in het bestuurlijke gebied North Lincolnshire, in het Engelse graafschap Lincolnshire met 4899 inwoners.

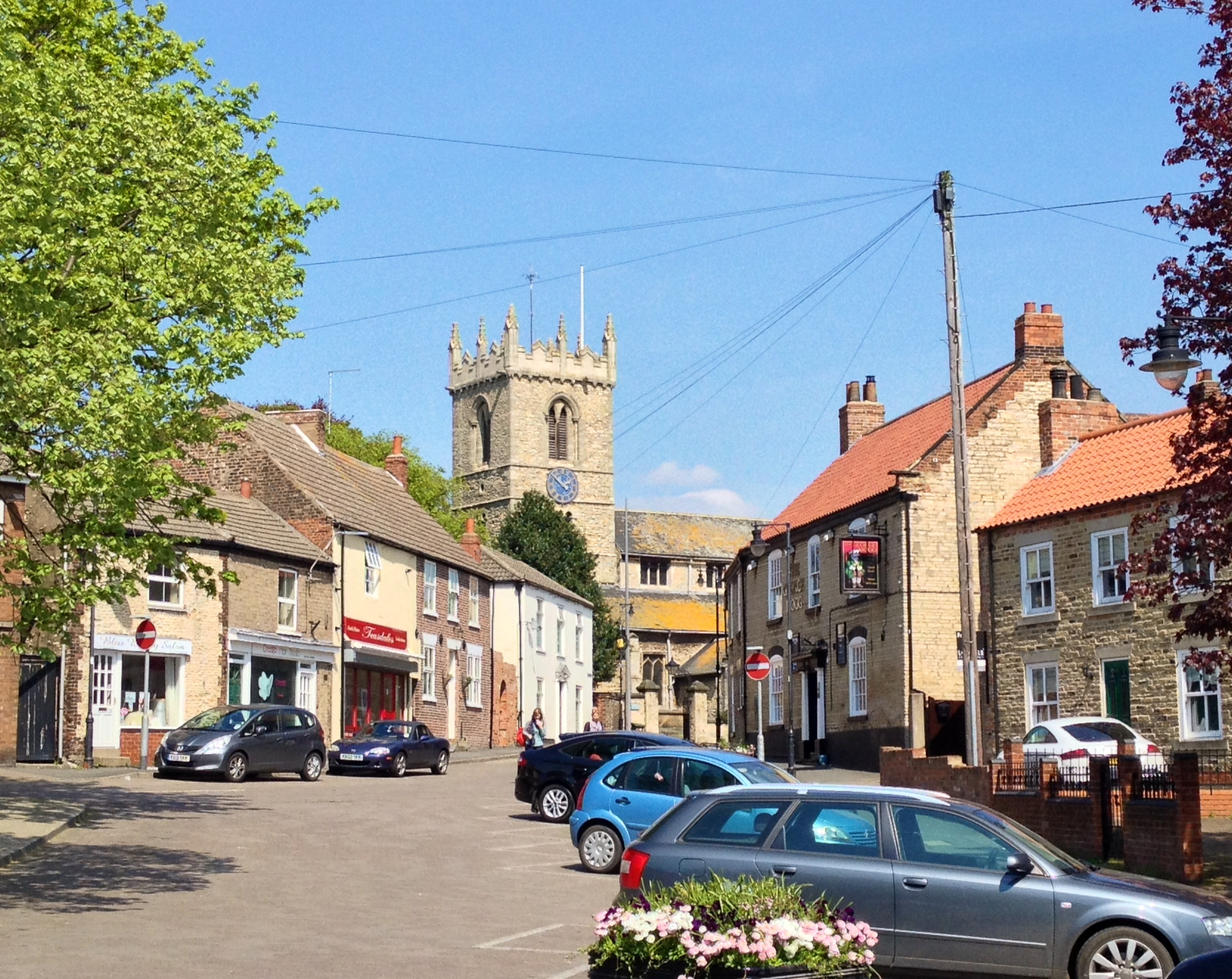